# Вікторівка (Волноваський район)
Ві́кторівка — село Ольгинської селищної громади Волноваського району Донецької області України.

## Загальні відомості
Відстань до райцентру становить близько 30 км і проходить автошляхом місцевого значення. Територія села межує із землями с. Петрівське, Кальміуський район, Донецької області.
Перебуває в зоні постійної військової агресії з боку російських терористичних військ.

## Населення

### Мова
Розподіл населення за рідною мовою за даними перепису 2001 року:
| Мова       | Кількість | Відсоток |
| ---------- | --------- | -------- |
| українська | 19        | 95%      |
| російська  | 1         | 5%       |
| Усього     | 20        | 100%     |

За даними перепису 2001 року населення села становило 20 осіб, із них 95 % зазначили рідною мову українську та 5 % — російську.